# Vadarsvalor
Vadarsvalor är en grupp med fåglar som tillhör ordningen vadarfåglar (Charadriiformes). Gruppen omfattar enbart släktet Glareola. De skiljer sig ifrån andra vadare genom att de flygande fångar insekter i luften. 

## Systematik
Vadarsvalor är ett grupp som tillsammans med ökenlöpare bildar familjen Glareolidae i ordningen vadarfåglar. Vanligen utgörs den av ett släkte med åtta arter, Glareola.
Arten australisk vadarsvala (Glareola isabella) har tidvis placerats i egna släktet Stiltia, vilket först beskrevs 1855 av George Robert Gray. Arten lever i torrare biotoper och ansågs utgöra en mellanform mellan gruppen vadarsvalor och ökenlöparna. Senare genetiska studier visar dock att den är en del av släktet Glareola

## Utseende
Vadarsvalorna har en tärnlik form med spetsiga vingar och kluven stjärt. Kort grov näbb som ofta går i svart och rött. Vadarsvalorna är ofta mörka på ovansidan och ljusa undertill. Deras fjäderdräkt går i färgerna svart, grått, vitt, brunt och beige och de har alla svarta ögon.

## Utbredning
Precis som ökenlöpare finner man vadarsvalor i de varmare delarna av södra Europa, östra Afrika, Asien och Australien. Några av arterna är långflyttare.

## Ekologi
Till skillnad från de andra arterna bland vadare fångar vadarsvalor merparten av sin föda flygande i luften. De har en svallik, kraftig flykt när de kastar sig fram och tillbaka i luften för att fånga insekter. De kan dock också fånga byten på marken. De är som mest aktiva kring gryning och skymning och vilar sig under de varma timmarna på dagen. De lägger två till fyra ägg direkt på marken.

## Arter
- Klippvadarsvala (Glareola nuchalis)
- Australisk vadarsvala (Glareola isabella) – tidigare i Stiltia
- Grå vadarsvala (Glareola cinerea)
- Mindre vadarsvala (Glareola lactea)
- Madagaskarvadarsvala (Glareola ocularis)
- Rödvingad vadarsvala (Glareola pratincola)
- Svartvingad vadarsvala (Glareola nordmanni)
- Orientvadarsvala (Glareola maldivarum)